# 坏死性筋膜炎
坏死性筋膜炎（英語：Necrotizing fasciitis）又称食肉菌感染或噬肉菌感染（Flesh-eating disease），是因感染導致體內軟組織壞死的疾病，是會突然發病並且快速散播的嚴重疾病，症狀包含在感染部位皮膚呈現紅色或紫色、強烈的疼痛、高燒以及嘔吐。其最普遍感染的部位在四肢跟會陰。
通常感染通過受損的皮膚（如割傷或燒傷）進入人體，其風險因子包括例如糖尿病、癌症、肥胖、酗酒、靜脈藥物注射以及周邊動脈阻塞等引起的免疫功能低下。此疾病很少會在人群間傳播，壞死性筋膜炎可依照所感染的病原體物種被分為四種類型。50%到88%的病例由一種以上的細菌感染造成，有將近三分之一的病例是耐甲氧西林金黄色葡萄球菌（MRSA）感染。影像學檢查有助於該疾病的確診。
良好的傷口護理和洗手方式有助於預防壞死性筋膜炎。在治療上，清創手術與抗生素靜脈注射是常見的方法，抗生素治疗通常包括幾種抗生素的組合使用，包括芐基青霉素（penicillin G）、克林霉素（clindamycin）、萬古黴素（vancomycin）、慶大霉素（gentamicin）等。耽擱手術在一定程度上會導致更高的死亡風險，即使經過完善的治療，壞死性筋膜炎的死亡率仍達25%至35%。
壞死性筋膜炎每年在十萬人中就有0.4到1人罹患，男性與女性罹患機率相同。本疾病的患病機率會隨年齡增長而增加，而孩童很少患病。壞死性筋膜炎早在遲至公元前四百年的希波克拉底時期即有描述，但該術語首次廣泛使用是在1952年。

## 病因
- 食用被感染而未完全煮熟的肉
- 飲用受污水污染的水源
- 食用以人粪尿施肥而未煮熟之农产品
- 共用注射针头
- 伤口直接接触土壤、海水或海洋生物

## 症状
坏死性筋膜炎多为急性发作，但也有少数以慢性型态出现。局部症状类似于一般组织感染，常因发病较轻且隐匿，得不到病人注意，使感染在24小时内波及整个全身。早期症状为皮肤红肿、發热、变硬，肿胀呈紫红色片状，边界不清，且伴有强烈疼痛感。病人可伴有流感症状，包括發热、寒顫、腹泻、呕吐、四肢无力、心动过速及肌肉酸痛。此时皮下组织已经坏死，因淋巴通路已被迅速破坏，故少有淋巴管炎和淋巴结炎。这一阶段一般持续数小时至数天。有些会被误诊为其他疾病如蜂窝组织炎。
当病灶部位的感觉神经被破坏后，则早期感染局部的剧烈疼痛可被麻木或麻痹所替代，疼痛缓解，患部出现麻木感。该病病情进入中期时，感染局部变得更加鲜红，皮肤颜色逐渐发紫、发黑，由于血管栓塞和营养血管被破坏而导致的含血性液体水泡和大疱逐渐增多，疼痛和肿胀加剧，全身症状变得严重。到了病情三期或终末期，表现变为持续高热，白细胞明显升高，全身有明显的毒血症，低血压、弥漫性血管内凝血、中毒性休克、反应迟钝或意识丧失、酸中毒和多器官衰竭（如肾）。血管硬阻的结果导致皮肤出现干性坏疽和表皮分离，出现四周绕以红晕的坏死黑色焦痂，类似于三度烧伤。当中毒症状逐渐加重时，多数病人终因败血症或休克而死亡。
坏死性筋膜炎的并发症有贫血、中毒性休克、多器官功能衰竭和弥漫性血管内凝血等。
该病易患因素有：糖尿病、肾病、肥胖、外周血管疾病、免疫低下、营养不良、年迈、静脉吸毒等。其他包括酗酒、吸烟、高血压、AIDS、肝肾功能异常、慢性阻塞性肺病、长期应用皮质类固醇激素、慢性皮肤溃疡等。此外，皮肤擦伤、烫伤、刺伤、动物或昆虫咬伤、皮下注射胰岛素或静脉吸毒、水痘等，均可诱发该病，手术如剖宫产、子宫切除术、小切口输卵管切除术、腹腔镜、不全流产常常是腹壁坏死性筋膜炎的诱因。

## 发病机制
坏死性筋膜炎是需氧性和厌氧性细菌协同作用的结果。在全身或局部组织出现免疫损害后，多种细菌侵入皮下组织和筋膜，需氧菌先消耗组织中的氧气，使氧还电势降低，体系还原性增强。同时细菌分泌的酶将组织中的过氧化氢分解，创造出适宜厌氧菌生存繁殖的少氧环境。细菌感染沿着筋膜组织迅速广泛地潜行蔓延，引起感染组织广泛性地炎症充血、水肿，继而皮肤和皮下的小血管网发生炎性栓塞，组织营养障碍导致皮肤缺血性坑道样坏死甚至发生环行坏死。镜检可见血管壁有明显的炎性表现，真皮层深部和筋膜中有中性粒细胞浸润受累筋膜内血管有纤维性栓塞，动静脉壁出现纤维素性坏死，革兰染色可在破坏的筋膜和真皮中发现病原菌肌肉无损害的表现。

## 主要致病細菌
- 第一群鏈球菌（group A streptococcus）
  - 化膿鏈球菌（Streptococcus pyogenes）
  - 草綠色鏈球菌（Streptococcus viridans）
- 弧菌（Vibrio）
  - 海洋/創傷弧菌（Vibrio vulnificus）
- 產氣莢膜梭菌（Clostridium perfringens）

## 治疗
坏死性筋膜炎的治疗关键是早期诊断和彻底手术清创，迅速切除坏死组织，同时对肿胀组织给予多次广泛切开达深筋膜并充分敞开引流，必要时进行多次扩创。创面用双氧水纱布湿敷，以阻止厌氧菌繁殖，同时联合应用大剂量敏感抗生素。其他治疗方法包括纠正休克及多器官损伤、抗凝剂、免疫球蛋白、高压氧、营养支持疗法、伤口修复以及择期行植皮术等。